# 毛柄钓樟
毛柄钓樟（学名：Lindera villipes）为樟科山胡椒属下的一个种。